# Dwie staruchy jedzące zupę

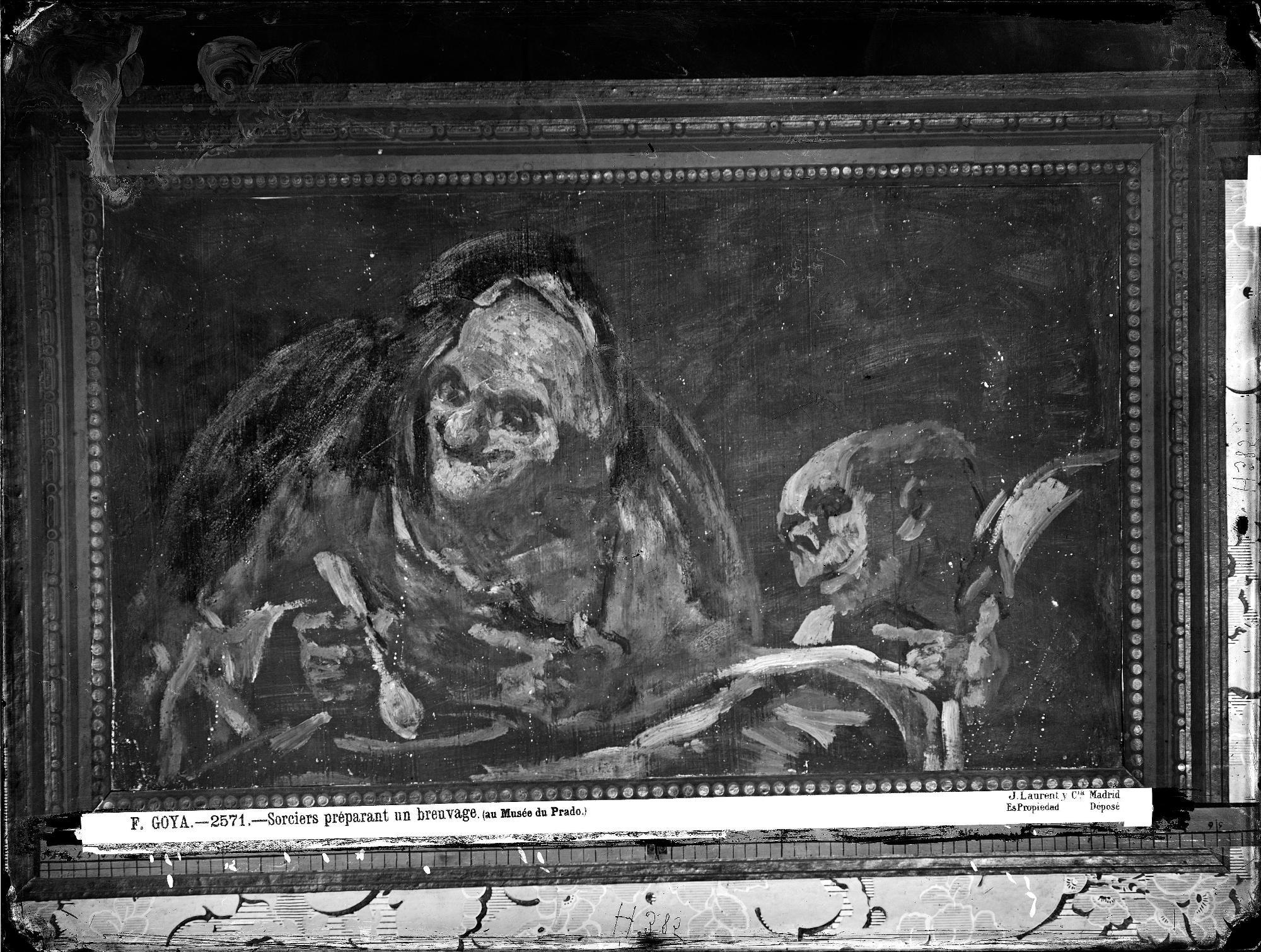
Dwie staruchy jedzące zupę na zdjęciu wykonanym przez Jeana Laurenta w domu Goi ok. 1874 r., zanim obraz został przeniesiony na płótno

Dwie staruchy jedzące zupę lub Starucha i Śmierć (hiszp. Dos viejos comiendo sopa) – malowidło ścienne hiszpańskiego malarza Francisco Goi.

## Okoliczności powstania
To dzieło należy do cyklu 14 czarnych obrazów – malowideł wykonanych przez Goyę na ścianach jego domu Quinta del Sordo w latach 1819–1823. Zostały one sfotografowane przez Jeana Laurenta, a następnie przeniesione na płótna w latach 1874–1878 przez malarza Salvadora Martíneza Cubellsa. Obecnie znajdują się w zbiorach Muzeum Prado. Goya wykonał ten szczególny cykl obrazów na kilka lat przed śmiercią. Wyrażają one jego lęk przed starością i samotnością, są również satyrą rodzaju ludzkiego i państwa hiszpańskiego.

## Analiza
Jest to jedno z mniejszych dzieł z cyklu, prawdopodobnie znajdowało się nad drzwiami jadalni artysty. Obraz przedstawia dwie starsze osoby; trudno jest określić, czy są to mężczyźni, czy kobiety. Postać w białej chuście po lewej stronie wykrzywia twarz w grymasie sugerującym brak zębów. Druga postać ma fizjonomię zmarłego – oczy to ciemne plamy, a głowa przypomina czaszkę. Palce u rąk są zniekształcone przez reumatyzm. Widoczne są zdecydowane i szybkie pociągnięcia pędzlem nanoszące dużą ilość farby (dłonie, łyżka), a także technika malowania szpachelką. Tak jak w pozostałych czarnych obrazach dominuje kolor czarny, szary, brązowy i ochra. To dzieło, podobnie jak cała seria, zawiera elementy właściwe dla XX-wiecznego ekspresjonizmu.